# Központi-völgy
A Központi-völgy (angolul Central Valley, spanyolul Valle Central de California) az Amerikai Egyesült Államok Kalifornia államában található széles, elnyújtott völgy, mely a Sierra Nevada és az óceán menti Parti-hegység között terül el. Szélessége kb. 60–100 km, hossza 720 km, és nagyjából 47 ezer km²-t fed le Kalifornia területéből.
A terület főként a mezőgazdaságáról híres, itt termelik meg az Egyesült Államokban forgalmazott zöldség, gyümölcs, és olajos magvak több mint felét. Majdnem 30 ezer négyzetkilométernyi területet fednek le az öntözőcsatornák és a víztározók. Több város is található itt, többek közt Kalifornia fővárosa, Sacramento, ezenkívül Redding, Chico, Stockton, Modesto, Merced, Fresno, Visalia és Bakersfield.
Vízgyűjtő területe kb. 160 ezer km²-es, aki nagyjából Kalifornia egyharmada. Északon a Sacramento-völgyben éves szinten átlagosan évi 510 mm csapadék esik, a középső részeken található a szárazabb San Joaquin-völgy, amelyen szintén levezetődik a csapadék, délen pedig a már félsivatagos Tulare-medence található. A Sacramento és a San Joaquin folyók a fentebb említett völgyekben futnak, majd a torkolat előtt találkoznak, egy hatalmas folyódeltát létrehozva. A víz San Francisco mellett ömlik a Csendes-óceánba. A Tulare-medence vizei lényegében sosem érik el az óceánt (valamikor itt egy tó volt, de épp a vízelvezetések miatt kiszáradt), csatornákon keresztül és folyóelterelésekkel vannak kapcsolatban a két nagy folyóval.

## Földrajz

A Központi-völgyben lévő vagy részben lévő megyék

A völgy sík talajával szemben éles kontrasztban állnak az azt határoló hegyvonulatok. Feltehetőleg úgy keletkezett, hogy a tengerszint alatt lévő egykori tengerparti rész az ősi Farallon-kéreglemez alábukásával kitolódott. A völgyben nem húzódik keresztül földrengéseket okozó törésvonal, de nyugaton és keleten is azok határolják.
A völgyet az Észak-amerikai Parti-hegység felemelkedése zárta el a környező területektől, eredetileg ugyanis a Monterey-öböl felé volt kapcsolata és lefolyása az óceán felé. A törésvonalak mentén felemelkedő hegység elzárta az utat, és így alakult ki végül a San Francisco-öböl felé történő lefolyás. Hosszú évezredek során ennek a hegységnek, valamint a keleten húzódó Sierra Nevada hegységnek a hordaléka szétterült a völgyben, innen eredeztethető a különösen sík vidéke, ami épphogy tengerszint felett van. Mielőtt Kaliforniában kiépítették volna az árvízvédelmi és folyószabályozási rendszereket, a téli hóolvadás után gyakran feltöltötte a területet a víz, átmenetileg egy sekély tavat képezve.
Yuba City mellett található az egyetlen nem síkvidéki területe a völgynek: a Sutter Buttes, ami egy rég kialudt vulkán maradványa. Ezenkívül érdekes képződmény még a Stockton Arch, ami a Sacramento és a San Joaquin folyók torkolata környékén található földalatti kéregfelgyűrődés, mely elválasztja egymástól a két folyómedret.